# Corrida goyesca
La corrida goyesca è una corrida in cui i toreri, i banderilleros e i picadores sono vestiti con abiti ispirati alle opere di Francisco Goya, un tipo di abbigliamento in uso a Madrid nel XVIII secolo e utilizzato fino al XIX secolo dalla borghesia e in seguito diffuso nel resto della Spagna.

## Storia
Anche se la prima corrida goyesca si tenne il 12 maggio 1927 nella plaza de toros La Misericordia di Saragozza, si fa risalire la tradizione al 17 settembre 1954 quando si tenne nella plaza de toros di Ronda su iniziativa di Cayetano Ordóñez per celebrare i 200 anni dalla nascita del torero Pedro Romero. Nel 1957 si tenne a Ronda una seconda corrida goyesca nella quale partecipò il figlio di Cayetano, Antonio Ordóñez, che nel tempo divenne il principale esponente di questo tipo di corride e rese la corrida goyesca uno dei principali appuntamenti del calendario taurino.
Da 2019 la corrida goyesca si tiene nell'ultimo giorno del mese di agosto.